# تاكر ريد
تاكر ريد (بالإنجليزية: Tucker Reed)‏ هي كاتِبة أمريكية، ولدت في 15 أكتوبر 1989 في بالو ألتو في الولايات المتحدة.